# Insieme positivo e insieme negativo
In matematica, un insieme si dice positivo (rispettivamente negativo) rispetto alla misura con segno {\displaystyle \mu } se ogni suo sottoinsieme ha misura non negativa (rispettivamente non positiva).

## Definizione
Formalmente, sia dato uno spazio di misura {\displaystyle (X,{\mathfrak {F}},\mu )}, con {\displaystyle X} insieme diverso dal vuoto, {\displaystyle {\mathfrak {F}}} una σ-algebra di sottoinsiemi di X e {\displaystyle \mu :{\mathfrak {F}}\longrightarrow \mathbb {R} \cup \left\{-\infty ,+\infty \right\}} è una misura con segno.
- Dato un insieme {\displaystyle E\in {\mathfrak {F}},\quad E\subset X}, esso si dice positivo se ogni insieme {\displaystyle E^{*}\subset E,\quad E^{*}\in {\mathfrak {F}}} è tale che {\displaystyle \mu (E^{*})\geq 0.}

In modo analogo è possibile definire un insieme negativo:
- Dato un insieme {\displaystyle E\in {\mathfrak {F}},\quad E\subset X}, esso si dice negativo se ogni insieme {\displaystyle E^{*}\subset E,\quad E^{*}\in {\mathfrak {F}}} è tale che {\displaystyle \mu (E^{*})\leq 0.}

OsservazioniL'insieme positivo (negativo) non deve essere in alcun modo confuso con insieme di misura positiva (negativa).

### Proprietà
1. L'insieme vuoto è sia un insieme negativo che positivo.
2. Ogni sottoinsieme di un insieme positivo (negativo) è ancora positivo (negativo).
3. L'unione numerabile di insiemi positivi (negativi) disgiunti è positiva (negativa).

Le proprietà 2. e 3. implicano che 
4.L'unione numerabile di insiemi positivi (negativi) è ancora positiva (negativa)